# Aatolana springthorpei
Aatolana springthorpei là một loài chân đều trong họ Cirolanidae. Loài này được Keable miêu tả khoa học năm 1998.